# Фальгьер, Александр
Жан-Александр-Жозеф Фальгьер (фр. Jean Alexandre Joseph Falguière; 7 сентября 1831[…], Тулуза — 19 апреля 1900[…], VI округ Парижа) — французский скульптор и художник-пейзажист, представитель академизма.

## Жизнь и творчество
Александр Фальгьер родился 7 сентября 1831 года в Тулузе в семье краснодеревщика. 
Учился в Тулузской школе изящных искусств в классе скульптуры у Бернара Гриффуль-Дорваля (1788—1861). Преуспел в учёбе и получил стипендию от мэрии Тулузы, которая позволила ему продолжить обучение в Париже.
В Париже учился в Высшей школе изящных искусств в мастерской Франсуа Жуффруа. Затем работал в качестве подмастерья в мастерских скульпторов Альбера Эрнеста Каррье-Беллёза (1824—1887) и Жана Луи Шенильона (1810—1875).
В 1859 году получил Римскую премию, благодаря чему получил возможность отправиться в Рим, где в 1860—1864 годах учился, жил и работал во Французской академии на вилле Медичи.

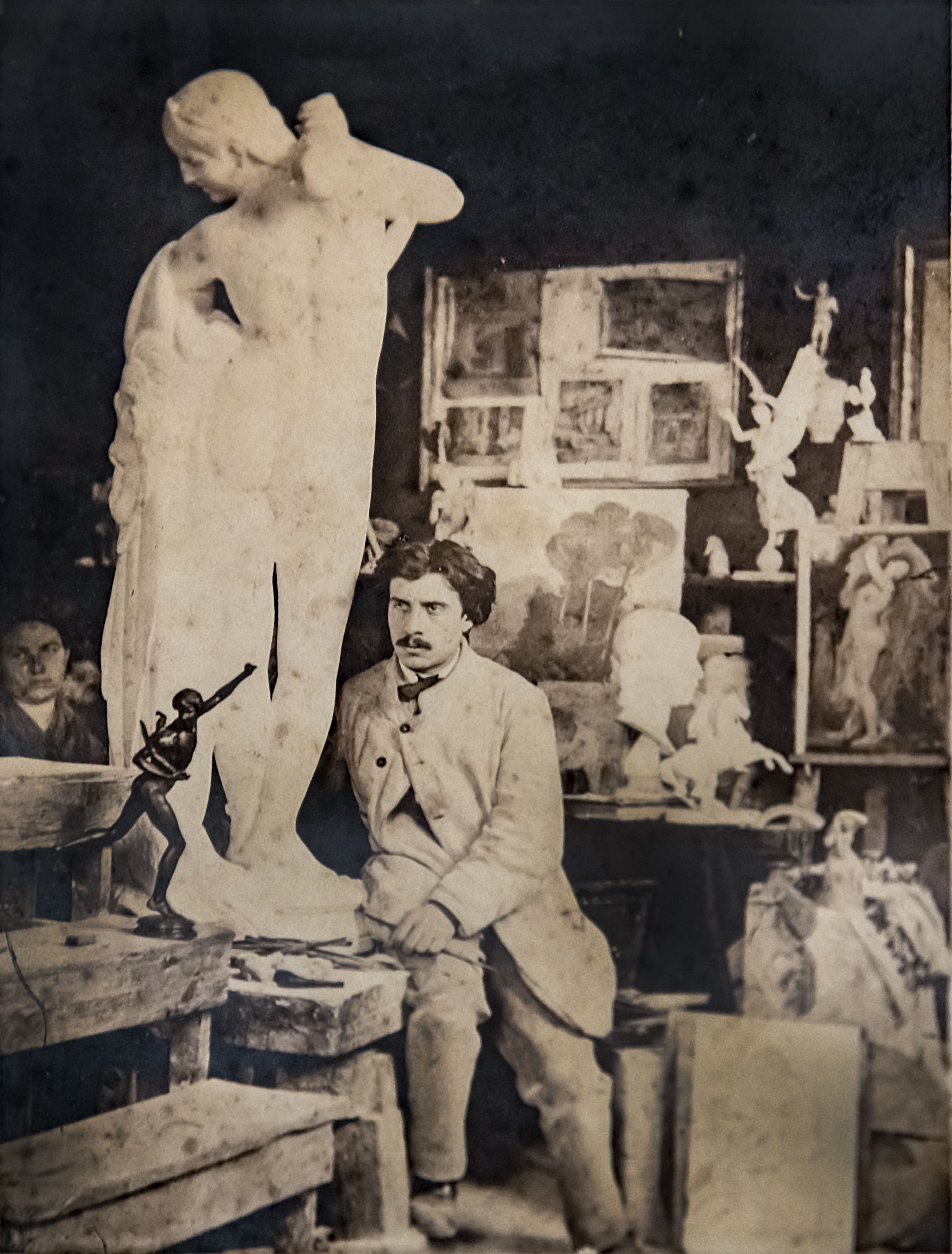
А. Фальгьер в своей мастерской. Фотография 1865 года.

В 1864 году дебютировал на ежегодном Парижском салоне со скульптурой «Победитель в петушином бою», заслужившей от критиков положительные оценки. Четыре года спустя, на Парижском салоне 1868 году его работа «Тарцизий, христианский мученик» (1869) была удостоена почётной медали Салона. Обе скульптуры вскоре после этого были выставлены в Музее в Люксембургском саду; ныне экспонируются в Музее Орсе.
Под влиянием произведений Жана-Батиста Карпо Фальгьер всё более склонялся к натурализму. Во второй половине 1860-х и в 1870-х годах скульптор получал многочисленные заказы, в том числе участвовал в создании скульптурного оформления Оперы Гарнье (1869) и Французского театра (Théâtre français, 1872). Для родного города Тулузы Фальгьер создал в 1875 году аллегорическую скульптуру «Швейцария, поддерживаемая французским гвардейцем», в 1878 году, для города Макон — статую поэта Альфонса де Ламартина. К известным произведениям Фальгьера относятся скульптуры двух городских фонтанов: Фонтана Трокадеро в Париже (1878) и фонтана в Руане (1879).
Начиная с 1873 года Фальгьер занимался преимущественно пейзажной и портретной живописью. Находился под творческим влиянием Жана-Жака Энне, подчёркивая в своих картинах игру светотени.
В 1882 году Александр Фальгьер стал профессором Парижской школы изящных искусств и был избран членом Академии изящных искусств. В 1878 году был удостоен звания офицера ордена Почётного легиона. В 1896 году  создал натуралистичную статую «Танцовщица», для которой позировала известная артистка Клео де Мерод.
В 1898 году Фальгьер получил заказ на памятник Бальзаку, после того, как заказчик — Общество литераторов, отказалось от чересчур новаторского памятника, предложенного Роденом, с которым Фальгьер был в приятельских отношениях. Эмиль Золя встал на защиту варианта, предложенного Роденом, в прессе началась активная полемика. Поскольку Золя был также известен, как защитник Дрейфуса, скандал вокруг памятника окрестили «вторым делом Дрейфуса». Чтобы доказать, что этот эпизод никоим образом не повредил их дружбе, Фальгьер создал для Парижского салона 1897 года бюст Родена, а Роден со своей стороны изваял бюст Фальгьера.
В 1900 году ослабленный болезнью, Фальгьер отправился в Ним, чтобы проследить за установкой созданного им памятника Доде. Через несколько часов после своего возвращения в Париж, Фальгьер скончался 19 апреля 1900 года в собственном доме по адресу улица д’Ассас, 68, оставив вдовой Бланш Шарлотту Виржини, урождённую Вейди, которая была на девятнадцать лет младше него. Александра Фальгьера похоронили в Париже на кладбище Пер-Лашез (4-й участок).
В числе его известных учеников были Мариус Жан Антонин Мерсье, Гастон Шнегг и Люсьен Шнегг, Камиль Кренье, Ашиль Якопен, Морис Буваль и Жан-Мари Менге. Некоторое время подмастерьем Фальгьера работал скульптор Антуан Бурдель.
По мнению русского художественного критика Андрея Ивановича Сомова,

Уже первые произведения этого скульптора выказывали его знание нагого человеческого тела, своего рода величественность замысла и глубину чувства — качества, которыми привлекали к себе зрителей и позднейшие его работы; однако изображения идеалистических и аллегорических сюжетов удавались ему лучше, чем монументальные изваяния. 
— Фальгьер, Жан-Александр-Жозеф // Энциклопедический словарь Брокгауза и Ефрона : в 86 т. (82 т. и 4 доп.). — СПб., 1890—1907.

## Галерея

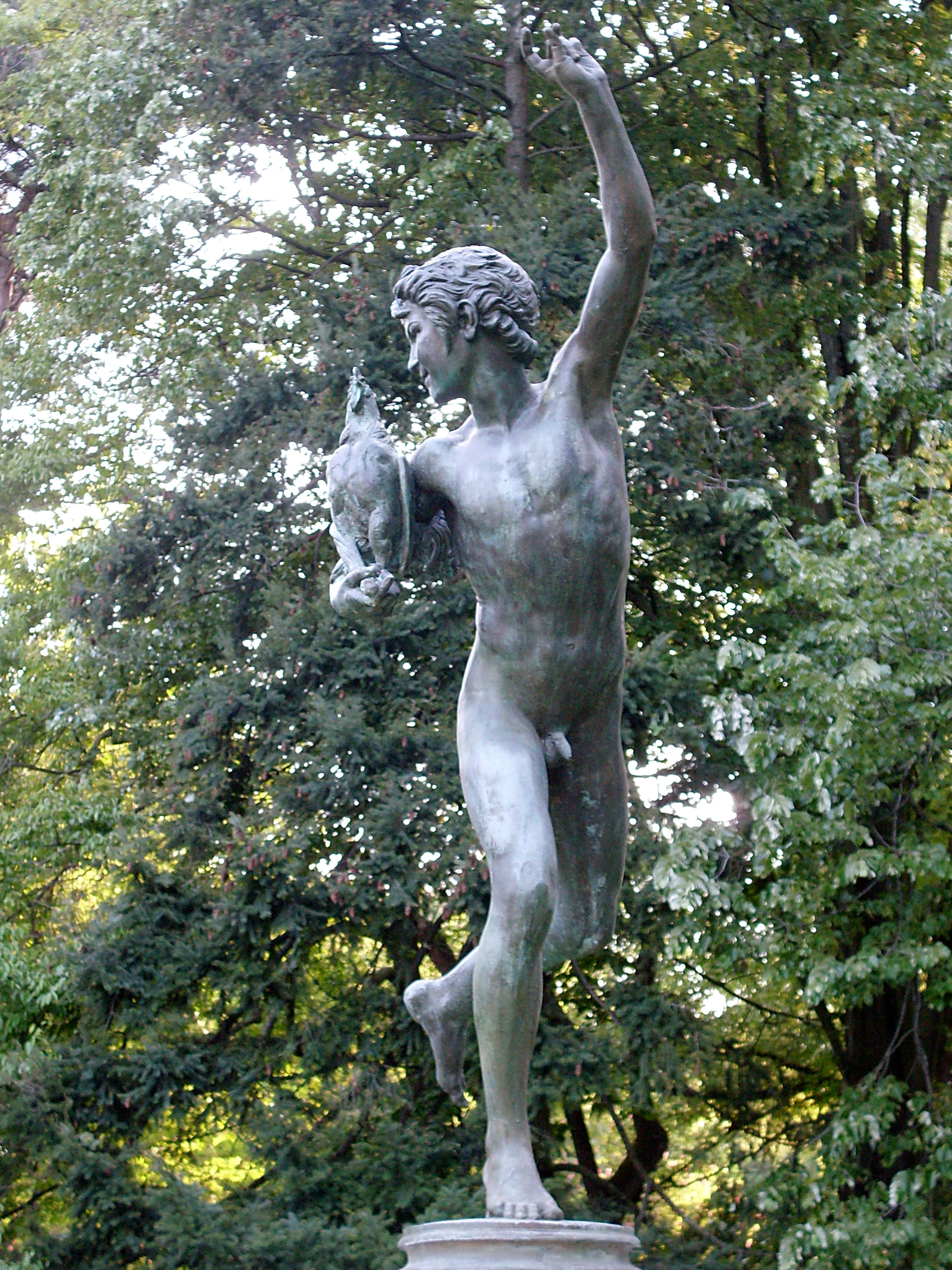
Победитель в петушином бою. 1864. Бронза (реплика). Тулуза
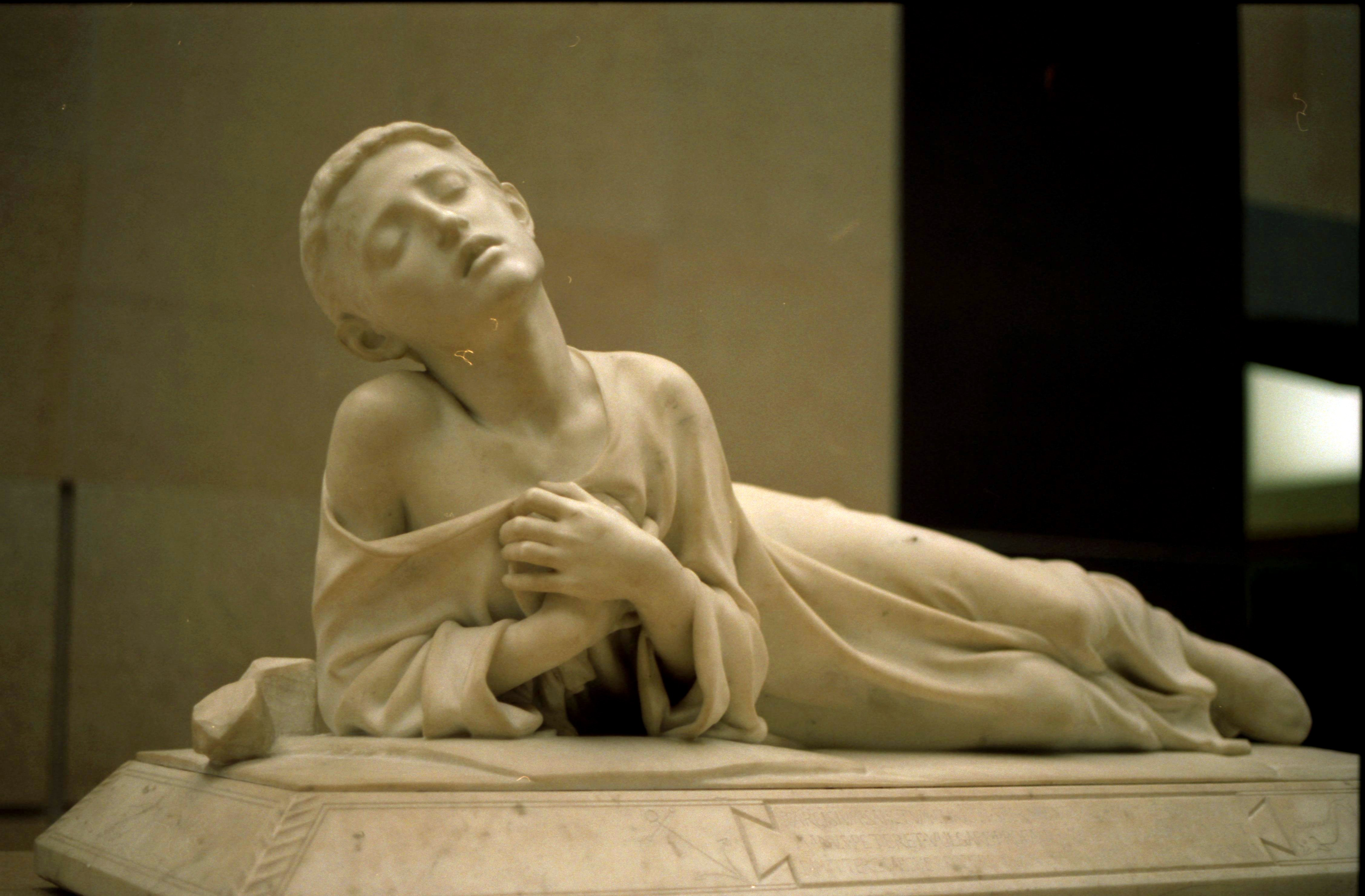
Тарцизий, христианский мученик. 1869. Мрамор. Музей Орсе, Париж
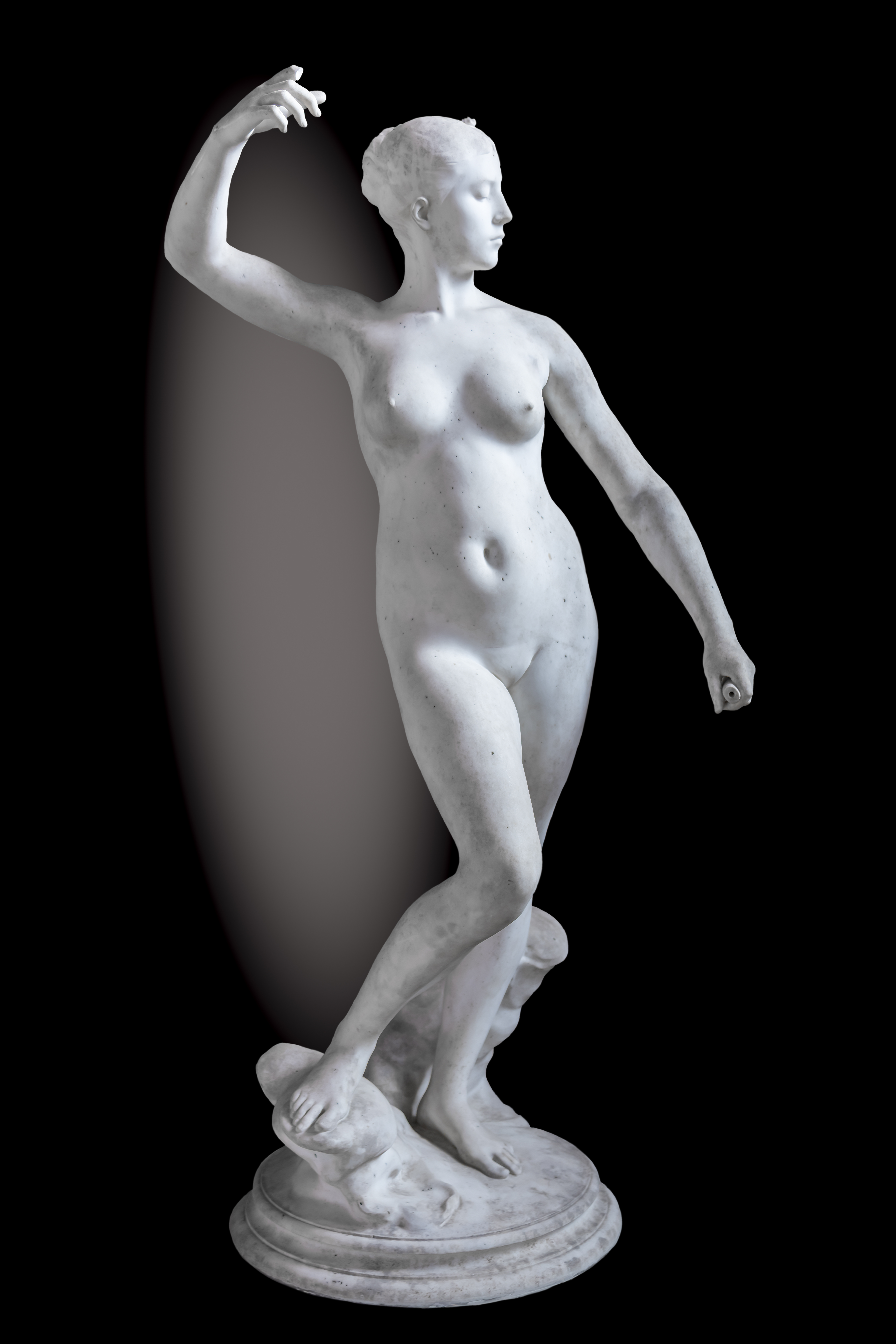
Диана. 1887. Мрамор. Музей августинцев, Тулуза
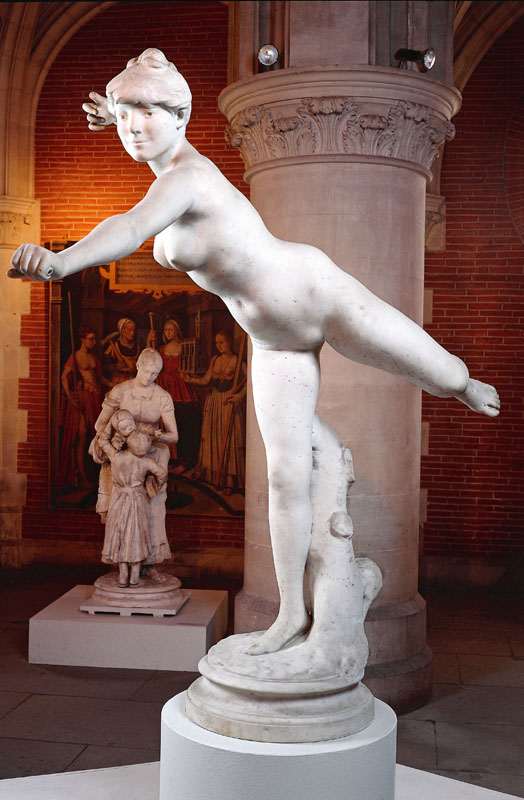
Охотящаяся нимфа. 1888. Мрамор. Музей августинцев, Тулуза
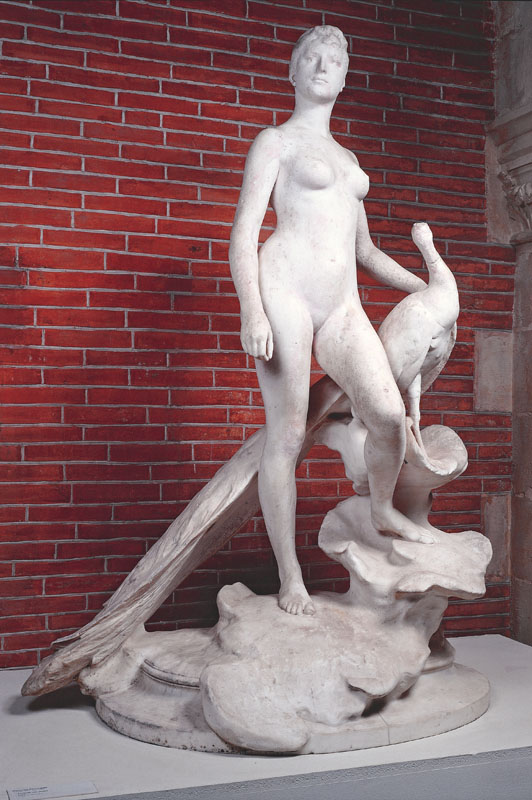
Женщина с павлином. 1890. Мрамор. Музей августинцев, Тулуза
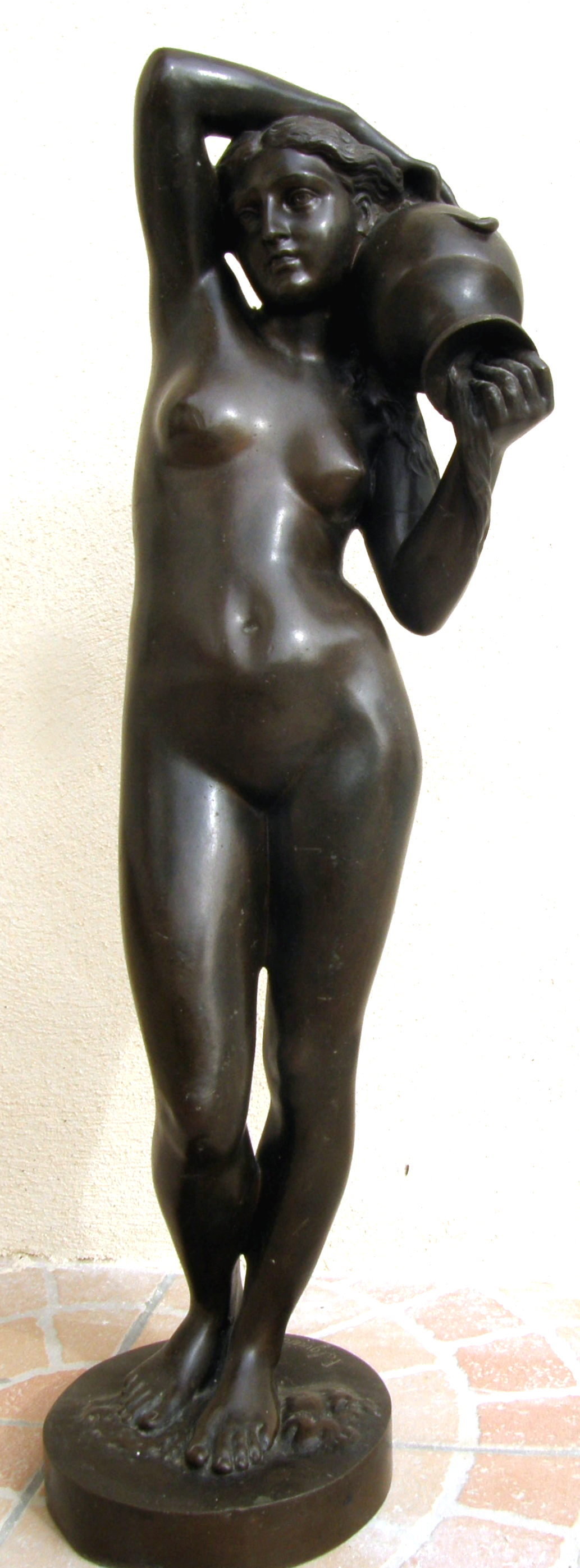
Источник (по картине Энгра). Бронза. Частное собрание
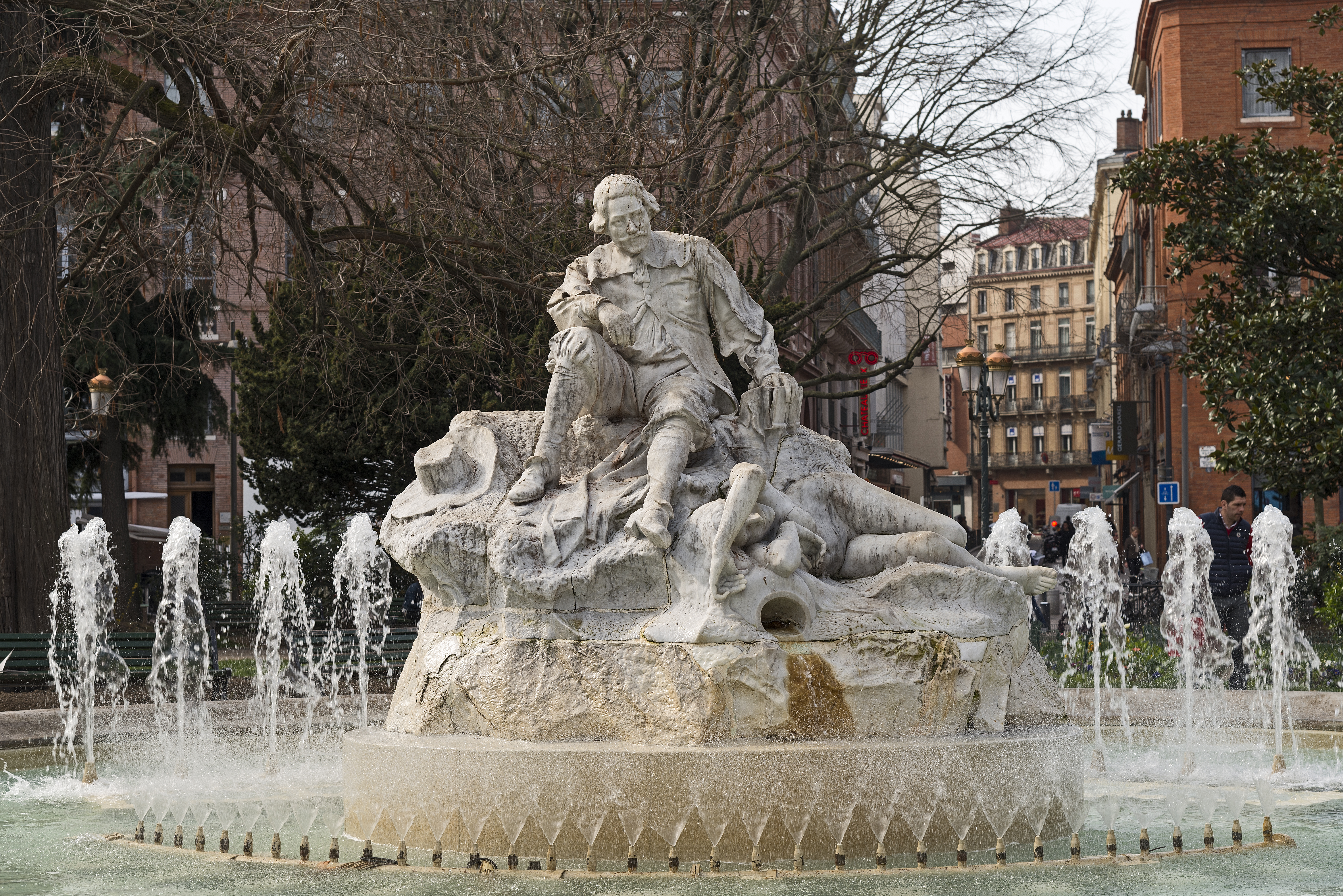
Памятник Пьеру Годолену. 1898. Тулуза
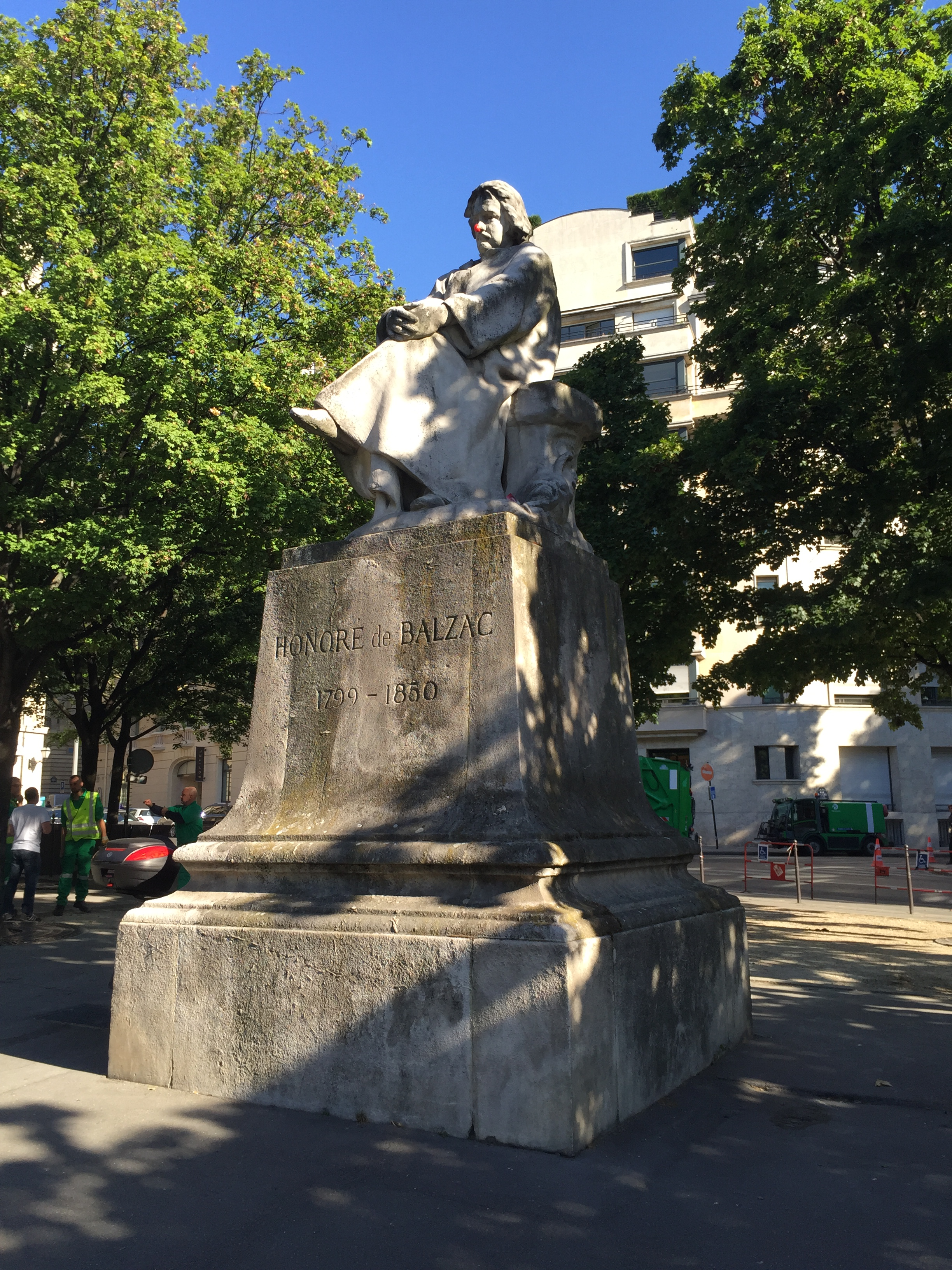
Памятник Бальзаку. 1902. Париж